# Дружківка (станція)
Дружкі́вка — проміжна залізнична станція Лиманської дирекції Донецької залізниці на лінії Слов'янськ — Горлівка між станціями Кіндратівка (8 км) та Краматорськ (11 км). Розташована в місті Дружківка Донецької області.

## Історія
Станція відкрита 1869 року. У 1961 році електрифікована постійним струмом (=3 кВ)

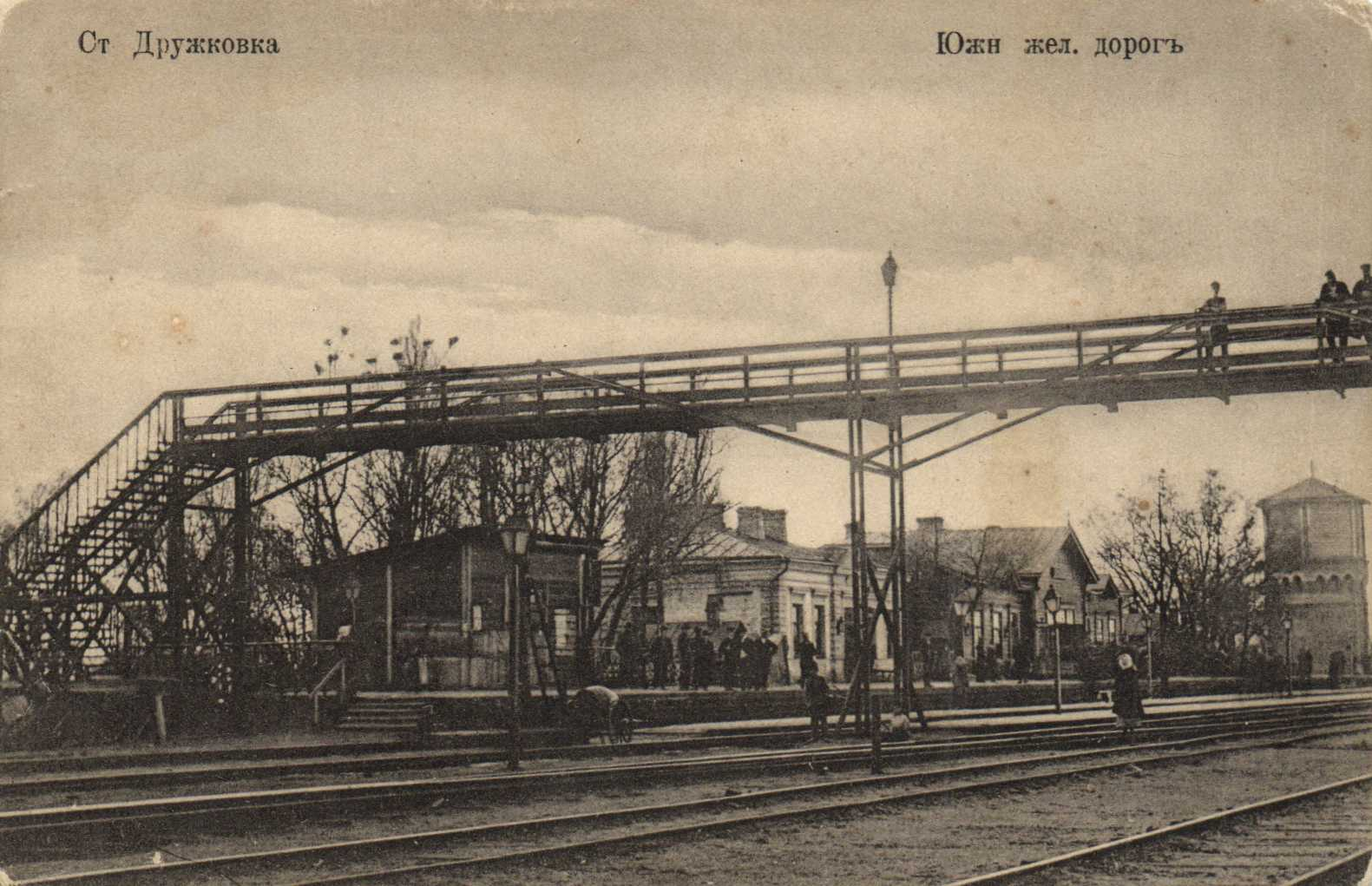
Станція Дружківка Південних залізниць (до 1917 року)
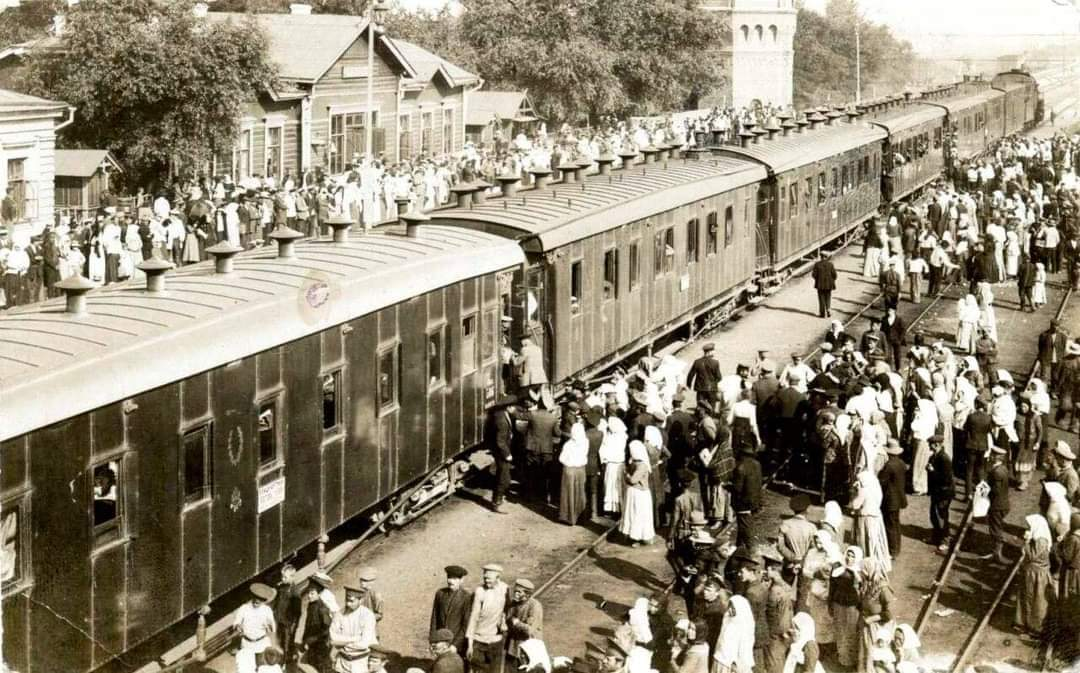
Станція Дружківка (1917)

## Пасажирське сполучення
Станом на 2024 рік на станції зупиняються лише приміські електропоїзди. Курсування поїздів далекого сполучення обмежено до станції Краматорськ
| №                | Маршрут сполучення                | Періодичність курсування |
| Приміські поїзди | Приміські поїзди                  | Приміські поїзди         |
| ---------------- | --------------------------------- | ------------------------ |
| 6811             | Слов'янськ — Кіндратівка          | Щоденно                  |
| 6812/6822        | Кіндратівка — Харків-Пасажирський | Щоденно                  |
| 6705             | Слов'янськ — Кіндратівка          | Щоденно                  |
| 6706             | Кіндратівка — Слов'янськ          | Щоденно                  |
| 6707             | Слов'янськ — Кіндратівка          | Щоденно                  |
| 6708             | Кіндратівка — Слов'янськ          | Щоденно                  |
| 6709             | Слов'янськ — Кіндратівка          | Щоденно                  |
| 6710             | Кіндратівка — Слов'янськ          | Щоденно                  |